# Postpakke
En postpakke er en postforsendelse i pakkeformat, som i dag er forsynet med en stregkode, og som leveres af en postleverandør. Postpakkers stregkoder scannes løbende, og modtager og afsender kan derfor via internet følge pakkerne løbende undervejs i leveringen. Postpakker kan sendes som almindelig postpakke, rekommanderet pakke, ekspres eller som værdipakke. Før elektronikkens indtog i den postale verden blev postpakker enten påklæbet eller ledsaget af hånd -eller maskinskrevne adressekort med oplysninger om modtager og afsender.

## Postpakker via Post Danmark
Postpakker der i dag sendes via Post Danmark må højest veje 20 kg og må højest måle 1m x 0,5 m x 0,5 m. Overstiger pakken et eller flere af disse mål, så skal pakken sendes som volumenpakke med volumentillæg.  Der betales pakkeporto efter vægt og minimum for 1 kg. Postpakker kan afsendes med omdeling eller uden omdeling til afhentning i postbutik eller pakkeboksen. Postpakker afsendt med Post Danmark er forsikret for op til 4.800 kr., ønskes yderligere forsikring skal de sendes som værdipakker.